# Onosma arcuatum
Onosma arcuatum är en strävbladig växtart som beskrevs av H. Riedl. Onosma arcuatum ingår i släktet Onosma och familjen strävbladiga växter. Inga underarter finns listade i Catalogue of Life.